# Mureș (rivier)
De Mureș (Hongaars: Maros, Duits: Mieresch) is de grootste zijrivier van de Tisza. Ze meet 756 km, waarvan 718 km op Roemeens en 38 km op Hongaars grondgebied. Het stroomgebied omvat 29.929 km². Het is de voornaamste rivier van Transsylvanië. Târgu Mureș, Deva en Arad zijn de grootste steden aan de Mureș.
De Mureș ontspringt in de Oostelijke Karpaten: haar bron ligt vlak bij die van de Olt, ten zuidoosten van het stadje Gheorgheni. De rivier stroomt in westelijke richting en verlaat bij Reghin de Karpaten. Op weg naar het zuidwesten passeert de Mureș de stad Târgu Mureș en neemt ze de Arieș en de Târnava op. Bij Deva scheidt de rivier de Zevenburgse Alpen van het Apusenigebergte en voor Arad bereikt ze de Grote Hongaarse Laagvlakte.
Na kortstondig de Roemeens-Hongaarse grens te hebben gevormd, stroomt de rivier vanaf Makó als Maros over Hongaars grondgebied. Bij Szeged mondt zij uit in de Tisza.
De Mureș is voor de scheepvaart nauwelijks van belang. Natuurgebieden zijn Natuurpark Lunca Mureșului, Natuurpark Defileul Mureșului Superior en Nationaal park Körös-Maros.
- Gemeinsame Normdatei: 4244057-9
- Nationale Bibliotheek van Tsjechië: ge134135
- Nationale Bibliotheek van Israël: 987007541861305171
- Virtual International Authority File: 236002850